# 上野谷加代子
上野谷 加代子（うえのや かよこ、1949年 - ）は、日本の社会福祉学者。同志社大学名誉教授。元日本地域福祉学会会長。元日本ソーシャルワーク教育学校連盟副会長。元日本社会福祉士養成校協会副会長。

## 人物・経歴
1972年大阪市立大学（のちの大阪公立大学）家政学部卒業。1974年同大学大学院家政学研究科修了、家政学修士。常磐会短期大学助手。同講師、同助教授、桃山学院大学社会学部助教授、同教授を経て、2001年社会学部長。2002年日本社会福祉学会理事。2008年日本学術振興会科学研究費委員会専門委員。2005年同志社大学社会学部社会福祉学科教授。2007年日本福祉教育・ボランティア学習学会会長、厚生労働省独立行政法人評価委員会委員。2008年日本学術会議連携会員。2011年日本社会福祉士養成校協会副会長。2014年日本地域福祉学会会長。2016年厚生労働省社会保障審議会臨時委員、赤い羽根基金運営委員長、枚方市社会福祉審議会会長。2017年大阪市ボランティア・市民活動センター長、滋賀県社会福祉審議会委員、中央共同募金会理事、日本ソーシャルワーク教育学校連盟副会長。2019年滋賀県社会福祉協議会理事。2020年同志社大学名誉教授。2021年滋賀県社会福祉協議会えにしアカデミー学長。

## 著作
- 『ウェルビーイング・タウン社会福祉入門』（岩田正美, 藤村正之と共著）視覚障害者支援総合センター 2009年
- 『たすけられ上手たすけ上手に生きる』全国コミュニティライフサポートセンター 2015年
- 『地域福祉コーディネーターのためのビネットで学ぶ地域福祉実践 : 地域福祉コーディネーターリーダー研修基本テキスト』（勝部麗子, 野村裕美と共著）全国社会福祉協議会地域福祉部 2018年

### 編著
- 『福祉の地域化と自立支援』（右田紀久恵, 牧里毎治と共編著）中央法規出版 2000年
- 『おおさか発地域福祉実践論 : 今川ボランティア部』（竹村安子と共編著）万葉舎 2004年
- 『松江市の地域福祉計画 : 住民の主体形成とコミュニティソーシャルワークの展開』（杉崎千洋, 松端克文と共編著）ミネルヴァ書房 2006年
- 『「対話と学び合い」の地域福祉のすすめ : 松江市のコミュニティソーシャルワーク実践』（松端克文, 斉藤弥生と共編著）全国コミュニティライフサポートセンター 2014年
- 『小地域福祉活動の新時代 : 大阪市・今川地域からの発信』（竹村安子, 岩間伸之と共編著）全国コミュニティライフサポートセンター 2014年
- 『福祉ガバナンスとソーシャルワーク : ビネット調査による国際比較』（斉藤弥生と共編著）ミネルヴァ書房 2015年
- 『地域福祉の現状と課題』（斉藤弥生と共編著）放送大学教育振興会 2018年
- 『共生社会創造におけるソーシャルワークの役割 : 地域福祉実践の挑戦』ミネルヴァ書房 2020年

### 編集
- 『「同和」保育の探究 : 総合ゼミナールのまとめ 1979-1981年度』（八箇亮仁と共編）常磐会短期大学同和教育推進委員会 1983年
- 『たすけあいからのネットワーキング : 市民による地域福祉活動からの発信』（橋本義郎と共編）松籟社 1989年
- 『日本の在宅ケア』（沢田清方と共編）中央法規出版 1993年
- 『高齢者と家族 : 高齢社会への対応と家族の役割』（村川浩一と共編）中央法規出版 1996年
- 『よくわかる地域福祉』（松端克文, 山縣文治と共編）ミネルヴァ書房 2010年
- 『社会福祉士相談援助実習』（長谷川匡俊, 白澤政和, 中谷陽明と共編）中央法規出版 2014年
- 『地域福祉の学びをデザインする』（原田正樹と共編）有斐閣 2016年

### 監修
- 『地域をカエル、暮らしがカワル 三方よしの滋賀県を目指して』滋賀県 2010年
- 『災害ソーシャルワーク入門 : 被災地の実践知から学ぶ』央法規出版 2013年
- 『新福祉教育実践ハンドブック』全国社会福祉協議会 2014年